# 坂本家住宅主屋 (奈良市)
坂本家住宅主屋（さかもとけじゅうたくしゅおく）は、奈良県奈良市勝南院町にある歴史的建造物。町家。国の登録有形文化財。

## 概要
猿沢池南の南北道路に西面して建つ平入町家。江戸末期の嘉永7年（安政元年、1854年）の地震の後に建てられたとされており、敷地南側に1間の空き地が地震への備えとして設けられている。
2010年（平成22年）4月28日、国の登録有形文化財に登録された。

## 構造
桁行7.4m、梁間9.9ｍ、木造つし２階建、切妻造桟瓦葺で、庇上のつし部分が低いのが特徴である。
当家では代々古着商が営まれ、建築当初は揚げ店や蔀、奈良格子と呼ばれる丸太格子など、古式の表構えであった。第二次世界大戦後、商売をやめると、表構えも改修され、現在は出入り口に格子引違い戸、正面北側に出格子、南端に出格子窓を構え、外壁は漆喰塗で腰を竪板張としている。庇上部の両側には袖卯建（そでうだつ）が付く。